# Neues Deutschland

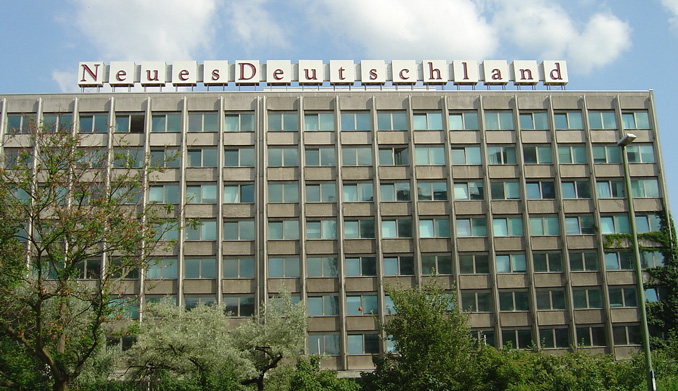
Huvudkontor

Neues Deutschland (ND) är en tysk dagstidning med tyngdpunkten på de fem nya förbundsländerna (tidigare Östtyskland). Tidningens huvudkontor ligger i Berlin. Under DDR-tiden var Neues Deutschland den ledande dagstidningen i DDR. I dag betecknar man sig som "socialistisk dagstidning".

## Historia
Neues Deutschland skapades 1946 i samband med sammanslagningen av Tysklands socialdemokratiska parti och Tysklands kommunistiska parti i den sovjetiska ockupationszonen till Tysklands socialistiska enhetsparti. Neues Deutschland som blev SED:s centralorgan kom ut första gången 23 april 1946 i samband med paritets grundande. Den var då en så kallad Lizenzzeitung, det vill säga en tidning med licens från de allierade. Neues Deutschland ersatte då de tidningar man haft tidigare, SPD:s Das Volk och KPD:s Deutsche Volkszeitung.
Neues Deutschland kontrollerades av SED under DDR-tiden och användes som en del i propagandan av SED:s högsta ledning och DDR:s ministerråd. SED besatte den inflytelserika posten som chefredaktör; bland annat Günter Schabowski verkade på posten. Innan den tyska återföreningen i oktober 1990 hade tidningen en upplaga på en miljon exemplar men därefter sjönk upplagan kontinuerligt och i dag ligger den på 48 440 exemplar. Läsarkretsen domineras av personer över 60.
Efter Tysklands återförening sjönk antalet läsare, som under DDR-tiden haft ungefär 1,1 miljoner läsare om dagen, och tidningen räddades genom att flera kvarvarande läsare samlade in pengar.
Under DDR-tidningen fyllde redaktionen ett 8-våningshus vid Franz Mehring Platz. Senare reducerades redaktionen till en våning.

### Fotnoter
1. ↑  ”Titelanzeige” (på tyska). IVW. 2021. https://www.ivw.de/aw/print/qa/titel/1680?quartal%5B20214%5D=20214#views-exposed-form-aw-titel-az-aw-az-qa. Läst 10 mars 2022.
2. 1 2  Wolfgang Hansson (7 november 2009). ”Tidningen som överlevde DDR:s fall” (på svenska). Aftonbladet. https://www.aftonbladet.se/nyheter/a/Mg5eLE/tidningen-som-overlevde-ddrs-fall. Läst 7 juli 2019.